# کمرکوپرو (آرهاوی)
کمرکوپرو (به ترکی استانبولی: Kemerköprü) یک منطقهٔ مسکونی در ترکیه است که در Arhavi واقع شده‌است. کمرکوپرو ۱۳۵ نفر جمعیت دارد.